# Entorno social

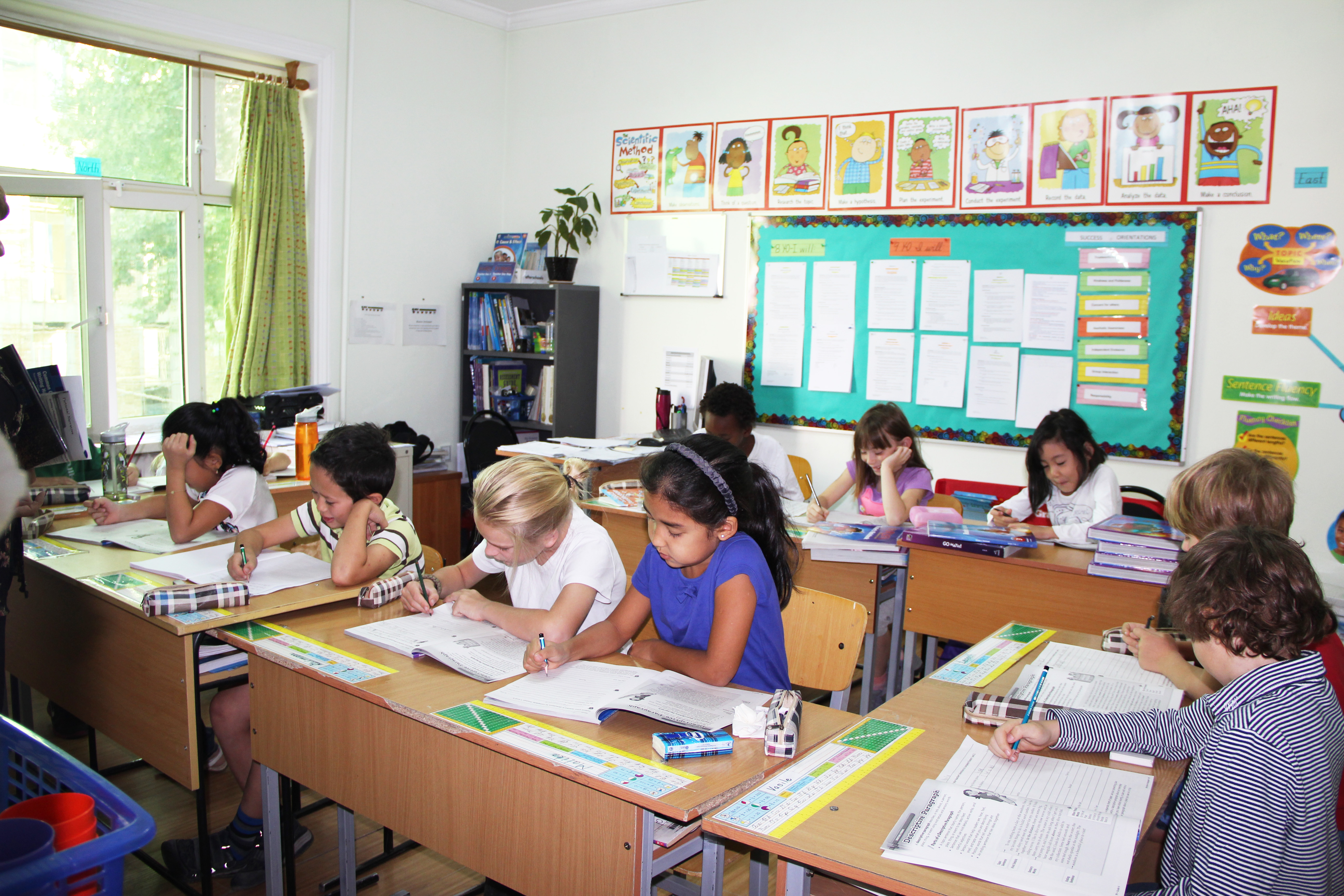
Entorno social de un alumno en clase

El entorno social, también denominado contexto social o ambiente social, es el lugar donde los individuos se desarrollan en determinadas condiciones de vida, trabajo, economía, nivel de ingresos, nivel educativo y está relacionado con los grupos a los que pertenece en el grupo. El entorno social de un individuo es la cultura  en la que el individuo fue educado y como vive, y maneja a las personas e instituciones con las que el individuo interactúa en forma regular.
La interacción puede ser de persona a persona o a través de los medios de comunicación, incluso de añoñimus anónima, y puede no implicar la igualdad de estatus social. Por lo tanto, el entorno social es un concepto más amplio que el de la clase social o círculo social. Sin embargo, las personas con el mismo ambiente social, a menudo, no solo desarrollan un sentido de solidaridad, sino que también tienden a ayudarse unos a otros, y se concentran en grupos sociales y urbanos, aunque con frecuencia se piensa en los estilos y patrones similares, aun cuando hay diferencias.
En el entorno social, la mayoría de los índices sociales se definen por la forma en la que cada dividuo vive conforme a su educación y posibilidades que se ante ponen como factores influyentes para su debido desarrollo social y afecta a las convivencias con distintas clases sociales. En este sentido, se toma en cuenta que los valores, con las que cada persona se desarrolla en este entorno, derivan de una educación tanto familiar como escolar. A lo largo de este extenso desarrollo, el individuo va a ser capaz de identificar aquellos factores sociales, éticos, morales, familiares, entre otros, que le ayuden a desenvolverse de la mejor manera para así dar aportes significativos a la sociedad.
El entorno social se caracteriza por la acción socializadora, con la que se adquiere la capacidad de mantener relaciones con otros individuos pertenecientes al mismo entorno social y así producir una socialización que permita la entrada a una comunicación dependiente de las distintas formas en las que cada individuo se haya educado en sociedad.
Es de mencionar las actividades sociales, dichas actividades son necesarias para que cada integrante social tenga la oportunidad de socializar, ya sea intercambiando, expresando o compartiendo ideas o puntos reflexivos sobre cualquier tema.